# Largo al factotum

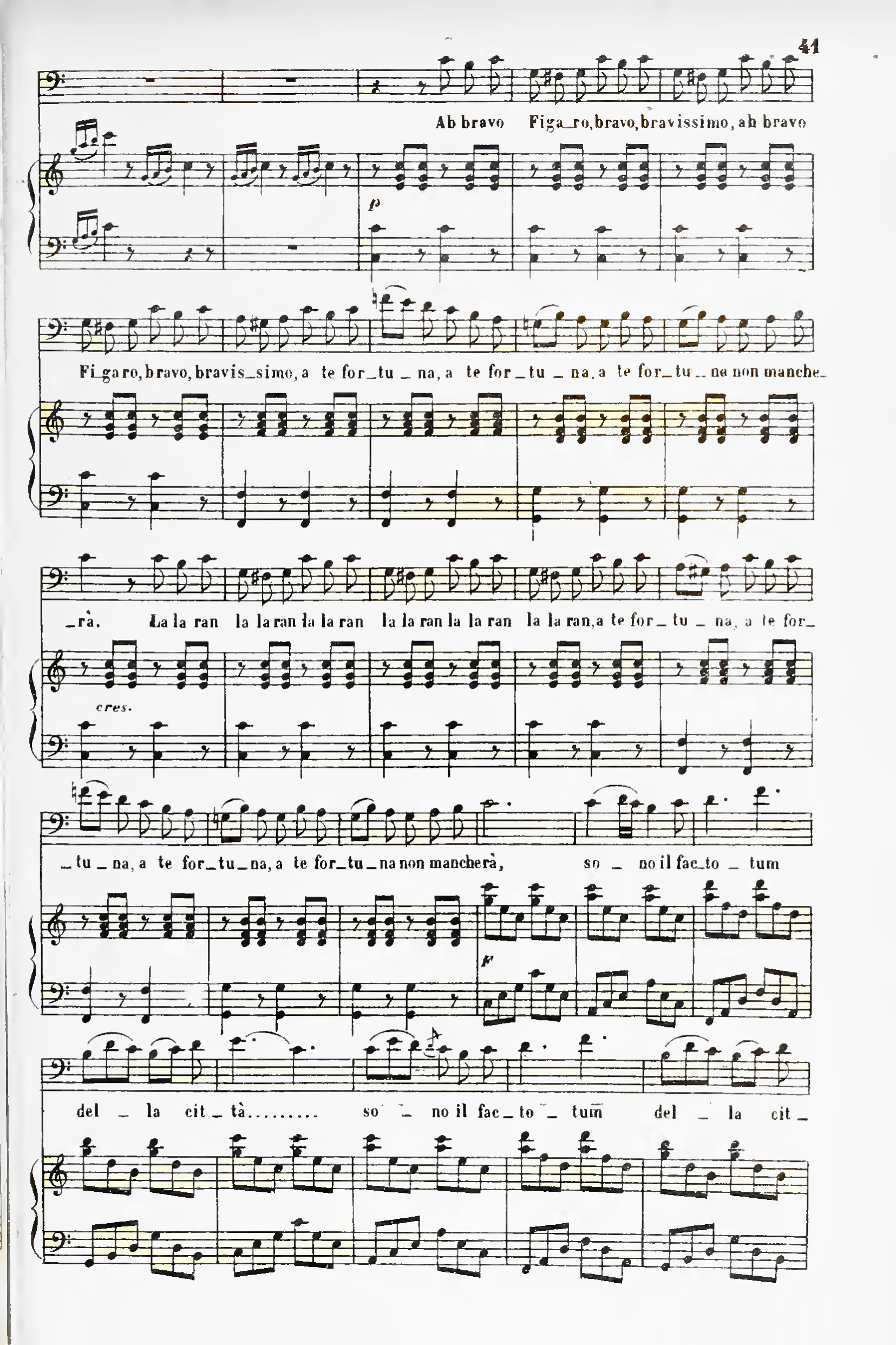
Bladmuziek van Largo al factotum.

Largo al factotum ("Maak plaats voor de factotum") is een aria (cavatina) uit de opera De barbier van Sevilla van Italiaans componist Gioachino Rossini, gezongen door de hoofdrol Figaro bij zijn opkomst. Het woord 'factotum' verwijst naar een type dienaar, het woord is afkomstig uit het Latijn, het betekent letterlijk: "doet alles".

## Titel
Het eerste woord largo is de gebiedende wijs van het werkwoord largare (ruimte maken, opzijgaan); het is dus een bevel: maak plaats. Het tweede woord is het voorzetsel al, het is een samentrekking van het voorzetsel: a en het bepaalde lidwoord: il . Het derde woord is factotum, het woord is afkomstig uit het Latijn, van het werkwoord: facere (maken / doen) en het onbepaald voornaamwoord totum (alles). De titel Largo al factotum wordt standaard vertaald in het Nederlands als: "Maak plaats voor de factotum". De 'factotum' is een manusje-van-alles.

## Tekst
Italiaans

Largo al factotum della città.

Presto a bottega che l'alba è già.

Ah, che bel vivere, che bel piacere

per un barbiere di qualità!

Ah, bravo Figaro! Bravo, bravissimo!

Fortunatissimo per verità!

Pronto a far tutto, la notte e il giorno

sempre d'intorno in giro sta.

Miglior cuccagna per un barbiere,

vita più nobile, no, non si da.

Rasori e pettini, lancette e forbici,

al mio comando tutto qui sta.

V'è la risorsa, poi, del mestiere

colla donnetta ... col cavaliere ...

Tutti mi chiedono, tutti mi vogliono,

donne, ragazzi, vecchi, fanciulle:

Qua la parrucca ... Presto la barba ...

Qua la sanguigna ... Presto il biglietto ...

Figaro! Figaro! Figaro!, ecc.

Ahimè, che furia! Ahimè, che folla!

Uno alla volta, per carità!

Ehi, Figaro! Son qua.

Figaro qua, Figaro là,

Figaro su, Figaro giù.

Pronto prontissimo son come il fulmine:

sono il factotum della città.

Ah, bravo Figaro! Bravo, bravissimo;

a te fortuna non mancherà.

Sono il factotum della città!
Nederlands

Maak plaats voor de factotum van de stad.

Op naar de winkel, het is al dag.

Ah, wat een prachtig leven, wat een heerlijk genoegen

Voor een barbier van niveau!

Ah, waardige Figaro! Waardig, voortreffelijk!

Zeker de gelukkigste!

Klaar om alles te doen, dag en nacht,

Altijd in de weer, overal.

Een betere Luilekkerland voor een barbier,

Een edeler leven bestaat niet.

Scheermessen en kammen, lansetten en scharen,

Alles heb ik hier binnen handbereik.

Er is ook vindingrijkheid, in dit vak,

Bij de jongedame, bij de jongeman.

Iedereen vraagt naar mij. Iedereen wil me:

Vrouwen, jongens, de ouderen, meisjes.

Hier dit pruikje; snel die baard;

Hier deze aderlating, vlug dit briefje;

"Figaro! Figaro! Figaro!" enz.

Ach, wat een drukte! Ach, wat een menigte!

Eén tegelijk, in godsnaam!

"Hé, Figaro!" Hier ben ik!

Figaro hier, Figaro daar,

Figaro boven, Figaro onder.

Snel, sneller, als de bliksem ben ik.

Ik ben de factotum van de stad.

Ah, waardige Figaro! Waardig, voortreffelijk;

Het geluk zal je niet verlaten.

Ik ben de factotum van de stad!

## Trivia
- De Nederlandse zanger Jan Rot en tekstdichter heeft de aria vertaald naar het Nederlands en op rijm gezet. Het lied, met de titel: "De parel van Volendam...", is opgenomen in de musical: de Palingvissers. Het lied wordt gezongen door het personage: Zoer Keizer en werd vertolkt door Jan Rot zelf.[2]